# Распад Киевской Руси
Распад Киевской Руси — процесс политического дробления Киевской Руси, которая в середине XII века разделилась на независимые княжества. Формально она просуществовала вплоть до монгольского нашествия (1237—1241), и Киев продолжал считаться главным городом.
Эпоху XII—XVI веков принято называть удельным периодом или (по обозначению советской марксистской историографии) феодальной раздробленностью. Рубежом распада считается 1132 — год смерти последнего могущественного киевского князя Мстислава Великого. Следующим этапом распада стала ликвидация института «причастий в Русской земле» в результате монгольского нашествия: прекращение борьбы за Киев и киевские волости, коллективного владения и защиты Киевской земли князьями различных ветвей Рюриковичей. Его окончательное завершение приходится на вторую половину XIII века, когда серьёзно изменилась прежняя структура почти всех древнерусских земель, на их западную часть начала распространяться власть Литвы и Польши и они тем самым утратили своё династическое единство.
Итогом распада стало возникновение на месте Киевской Руси новых политических образований, отдалённым следствием — формирование современных народов: русских, украинцев и белорусов.

## Причины распада
Подобно процессам в большинстве раннесредневековых держав, распад Киевской Руси был закономерным. Период дезинтеграции обычно интерпретируется не просто как раздоры разросшегося потомства Рюрика, но как объективный и даже прогрессивный процесс, связанный с увеличением боярского землевладения. В княжествах возникла собственная знать, которой было выгодней иметь своего князя, защищающего её права, чем поддерживать великого князя киевского. Часть историков считает, что на первом этапе (в домонгольский период) раздробленность не означала прекращение существования Древнерусского государства.

### Назревание кризиса
Первая угроза целостности страны возникла сразу же перед кончиной Владимира Святославича. Владимир управлял страной, рассадив 12 своих сыновей по основным городам. Старший сын Ярослав, посаженный в Новгород, уже при жизни отца отказался посылать в Киев дань. Когда Владимир умер (1015), началась междоусобная война, закончившаяся гибелью всех сыновей Владимира, кроме Ярослава и Мстислава Тмутараканского. Два брата поделили «Русскую землю», являвшуюся ядром владений Рюриковичей, по Днепру. Только в 1036 году, после смерти Мстислава, Ярослав стал править единолично всей территорией Руси, кроме обособившегося Полоцкого княжества, где с конца X века утвердились потомки другого сына Владимира — Изяслава. Полоцкие князья в дальнейшем в русских летописях стали упоминаться как «Рогволожи внуци».

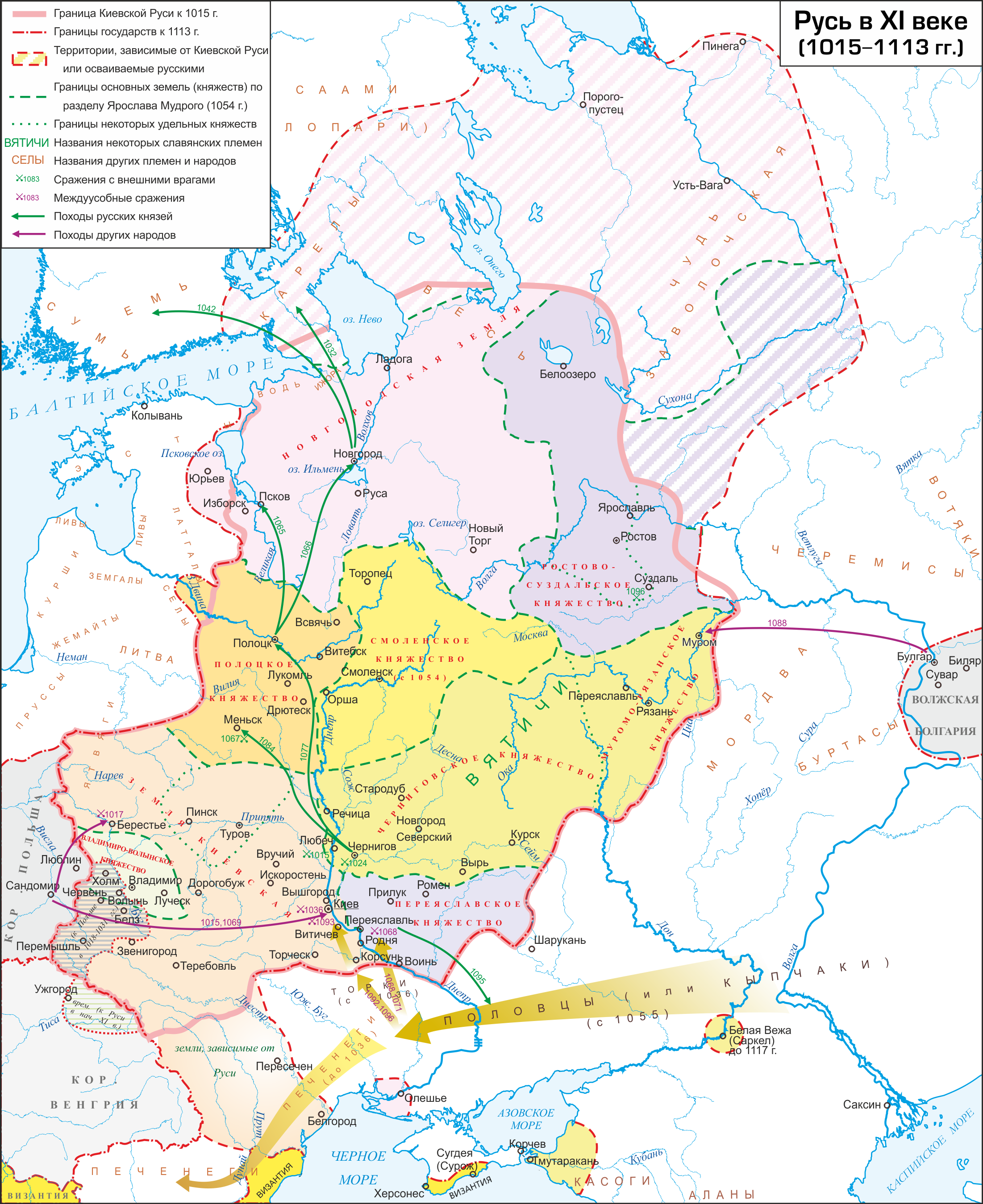
Русь в XI — нач. XII веках

После смерти Ярослава в 1054 году Русь была разделена в соответствии с его завещанием между пятью сыновьями. Старшему Изяславу отошли Киев и Новгород, Святославу — Чернигов, Рязань, Муром и Тмутаракань, Всеволоду — Переяславль и Ростов, младшим, Вячеславу и Игорю — Смоленск и Волынь. Установившийся порядок замещения княжеских столов получил в современной историографии название «лествичного». Князья продвигались поочерёдно от стола к столу в соответствии со своим старшинством. Со смертью одного из князей происходило передвижение нижестоящих на ступеньку вверх. Но, если один из сыновей умирал раньше своего родителя и не успевал побывать на его столе, то его потомки лишались прав на данный стол и становились «изгоями». С одной стороны, такой порядок препятствовал изоляции земель, так как князья постоянно перемещались от одного стола к другому, но с другой, порождал постоянные конфликты между дядями и племянниками.
В 1097 году по инициативе Владимира Мономаха следующее поколение князей собралось на съезд в Любече, где было принято решение о прекращении усобиц и провозглашён новый принцип: «каждый да держит отчину свою». Тем самым был открыт процесс создания региональных династий.
Киев по решению Любечского съезда был признан отчиной Святополка Изяславича (1093—1113), что означало сохранение традиции наследования столицы генеалогически старшим князем. Княжение Владимира Мономаха (1113—1125) и его сына Мстислава (1125—1132) стало периодом политической стабилизации, и практически все части Руси, включая Полоцкое княжество, вновь оказались в орбите Киева.
Мстислав передал киевское княжение своему брату Ярополку (1132—1139). Намерение последнего выполнить замысел Владимира Мономаха и сделать своим преемником сына Мстислава — Всеволода в обход младших Мономашичей — ростовского князя Юрия Долгорукого и волынского князя Андрея привело к всеобщей междоусобной войне, характеризуя которую, новгородский летописец в 1134 году записал: «И раздрася вся земля Русская».

## Первое столетие раздробленности

Русь в 1237 году накануне монгольского нашествия

К середине XII века Киевская Русь фактически разделилась на 13 (по другим оценкам от 15 до 18) княжеств (по летописной терминологии «земель»). Княжества различались как по размеру территории и степени сплочённости, так и по соотношению сил между князем, боярством, нарождавшимся служилым дворянством и рядовым населением.
Девять княжеств управлялись собственными династиями. Их структура воспроизводила в миниатюре систему, ранее существовавшую в масштабе всей Руси: местные столы распределялись между членами династии по лествичному принципу, главный стол доставался старшему в роду. Столы в «чужих» династических землях князья занимать не стремились, и внешние границы этой группы княжеств отличались стабильностью.
В конце XI века за сыновьями старшего внука Ярослава Мудрого Ростислава Владимировича закрепились Перемышльская и Теребовльская волости, позже объединившиеся в Галицкое княжество (достигшее расцвета в правление Ярослава Осмомысла). В Черниговском княжестве с 1127 года правили сыновья Давыда и Олега Святославичей (впоследствии только Ольговичи). В отделившемся от него Муромском княжестве правил их дядя Ярослав Святославич. Позже из состава Муромского княжества выделилось княжество Рязанское. В Суздальской земле закрепились потомки сына Владимира Мономаха Юрия Долгорукого, столицей княжества с 1157 года стал Владимир. Смоленское княжество с 1120-х закрепилось за линией внука Владимира Мономаха Ростислава Мстиславича. В Волынском княжестве стали править потомки другого внука Мономаха — Изяслава Мстиславича. Во второй половине XII века за потомками князя Святополка Изяславича закрепляется Турово-пинское княжество. Со второй трети XII века за потомками Всеволодка (его отчество в летописях не приводится, предположительно он был внуком Ярополка Изяславича) закрепляется Городенское княжество. Анклавные Тмутараканское княжество и город Белая Вежа прекратили своё существование в начале XII века, пав под ударами половцев.
Четыре княжества не закрепились за какой-либо одной династией. Не стало отчиной Переяславское княжество, которым на протяжении XII века — XIII веков чаще всего правили младшие представители владимиро-суздальских Мономаховичей, но периодически также и князья, приходившие из других земель.
Киев оставался постоянным яблоком раздора. Во второй половине XII века борьба за него шла в основном между Мономаховичами и Ольговичами. При этом область вокруг Киева — так называемая «Русская земля» в узком смысле слова — продолжала рассматриваться как общий домен всего княжеского рода, и столы в ней могли занимать представители сразу нескольких династий. Например, в 1181—1194 годах Киев находился в руках Святослава Всеволодовича черниговского, а в остальной части княжества правил Рюрик Ростиславич смоленский.
Новгород также остался общерусским столом. Здесь сложилось чрезвычайно сильное боярство, которое не дало закрепиться в городе ни одной княжеской ветви. В 1136 году Мономахович Всеволод Мстиславич был изгнан, и власть перешла к вечу. Новгород стал аристократической республикой. Боярство само приглашало князей. Их роль ограничивалась выполнением некоторых исполнительных и судебных функций (совместно с посадником), и усилением новгородского ополчения княжескими дружинниками. Схожий порядок установился в Пскове, который к середине XIII века стал автономным от Новгорода (окончательно с 1348 года).
После пресечения династии галицких Ростиславичей (1199) в числе «ничейных» столов временно оказался Галич. Им завладел Роман Мстиславич Волынский, и в результате объединения двух соседних земель возникло Галицко-Волынское княжество. Однако после смерти Романа (1205) галицкое боярство отказалось признать власть его малолетних детей, и за Галицкую землю развернулась борьба между всеми основными княжескими ветвями, победителем из которой вышел сын Романа Даниил.
В целом, политическое развитие Руси в этот период определялось соперничеством четырёх сильнейших земель: Суздальской, Волынской, Смоленской и Черниговской, управлявшихся, соответственно, субдинастиями Юрьевичей, Изяславичей, Ростиславичей и Ольговичей. Остальные земли в той или иной форме зависели от них.

## Упадок Киева
Для Киевской земли, превратившейся из метрополии в «простое» княжество, было характерно неуклонное уменьшение политической роли. Территория самой земли, остававшаяся под контролем киевского князя, также постоянно уменьшалась. Одним из экономических факторов, подорвавших могущество города, было изменение международных торговых коммуникаций. «Путь из варяг в греки», являвшийся стержнем Киевской Руси, потерял свою актуальность после Крестовых походов. Европа и Восток теперь были связаны в обход Киева (через Средиземное море и через волжский торговый путь). Постоянная борьба за княжеский престол, политическая нестабильность, восстания горожан привели к тому, что на протяжении XII века князь киевский сменялся 37 раз; некоторые из князей занимали престол менее года. Так, Игорь Ольгович и Глеб Юрьевич были убиты киевлянами менее чем через год правления, а Изяслав Давыдович и Ростислав Мстиславич оба занимали престол трижды и дважды бывали свергнуты.
В 1169 году в результате похода коалиции одиннадцати князей, действовавших по инициативе владимиро-суздальского князя Андрея Боголюбского, Киев впервые в практике княжеских усобиц был взят штурмом и разграблен, и впервые князь, завладевший городом, не остался в нём княжить, посадив на княжение своего ставленника. Андрей был признан старейшим, носил титул великого князя, но не делал попыток сесть в Киеве. Тем самым традиционная связь между киевским княжением и признанием старейшинства в княжеском роде стала необязательной. В 1203 году Киев подвергся второму разгрому, на этот раз от рук смоленского Рюрика Ростиславича, до этого уже три раза становившегося киевским князем.
Летом 1212 года Киев был занят войсками коалиции Мономаховичей, после чего борьба вокруг него утихла на два десятилетия. Основными руководителями похода выступили Мстислав Романович Старый Смоленский, Мстислав Мстиславич Удатный Новгородский и Ингварь Ярославич Луцкий.
Страшный удар был нанесён Киеву в ходе монгольского нашествия в 1240 году. В этот момент город управлялся уже только княжеским наместником, в период с начала нашествия в нём сменилось 5 князей. По свидетельству посетившего город шесть лет спустя Плано Карпини, столица Руси превратилась в городок, насчитывающий не более 200 домов. Существует мнение, что значительная часть населения Киевщины ушла в северные области. Во второй половине XIII века Киев управлялся владимирскими наместниками, а позже — ордынскими баскаками и местными провинциальными князьями, имена большинства из которых неизвестны. В 1299 году Киев утратил свой последний столичный атрибут — резиденцию митрополита. В 1321 году в битве на реке Ирпени киевский князь Станислав, потомок Ольговичей, потерпел поражение от литовцев и признал себя вассалом литовского князя Гедимина, одновременно оставаясь и в зависимости от Орды. В 1362 году князем Ольгердом город был окончательно присоединён к Литве.
В правление удельного литовского князя Владимира Ольгердовича (не позднее 1367—1395) упадок Киева сменился подъёмом. В княжестве возобновилось городское строительство, началась чеканка собственной монеты. Территория княжества значительно расширилась. В его состав были включены черниговские и путивльские волости, а также Переяславская земля. Дочь Владимира была выдана замуж за сына тверского великого князя Михаила Александровича. Потенциально Киев имел шанс стать ещё одним объединительным центром русских земель, однако великий князь Витовт сместил Владимира со стола и в 1399 году низвёл княжество до статуса наместничества. С 1440 по 1470 годы Киевское княжество было восстановлено под правлением Олелька Владимировича и Семёна Олельковича, после чего было ликвидировано и преобразовано в воеводство.

## Факторы единства
Несмотря на политическую дезинтеграцию, идея единства Русской земли сохранилась. Важнейшими объединяющими факторами, которые свидетельствовали об общности русских земель и одновременно отличали Русь от других православных стран, были:
- Киев и титул киевского князя как старшего. Город Киев даже после 1169 года формально оставался столицей, то есть старейшим столом Руси. Часто встречающееся мнение о переносе в этом году столицы Руси из Киева во Владимир или разделении Руси на две части — «Киевскую» и «Владимирскую», является общераспространённой неточностью[20]. Киев называли «старействующим градом» и «матерью городов». Он воспринимался как сакральный центр православной земли[21]. Именно к киевским правителям (вне зависимости от их династической принадлежности и реального влияния) в источниках домонгольского времени используется титул «князей всея Руси»[22]. Что касается титула «великий князь», то он в тот же период применялся как к киевским, так и к владимирским князьям. Причём в отношении вторых более последовательно. Однако в южнорусском летописании его употребление обязательно сопровождалось ограничивающим уточнением великий князь «суздальский».
- Княжеский род. До вхождения западнорусских земель в состав Литвы абсолютно все местные престолы занимали только потомки Рюрика. Русь находилась в коллективном владении рода. Деятельные князья в течение своей жизни постоянно перемещались от стола к столу. Зримым отголоском традиции общеродового владения было убеждение, что защита «Русской земли» (в узком смысле), то есть Киевского княжества является общерусским делом. В крупных походах против половцев в 1183 году и монголов в 1223 году принимали участие князья почти всех русских земель.
- Церковь. Вся древнерусская территория составляла единую митрополию, управлявшуюся киевским митрополитом. С 1160-х годов он стал носить титул «всея Руси». Случаи нарушения церковного единства под воздействием политической борьбы периодически возникали, но носили кратковременный характер. К их числу относятся учреждение титульной митрополии в Чернигове и Переяславле во время триумвирата Ярославичей XI века, проект Андрея Боголюбского по созданию отдельной митрополии для Владимиро-Суздальской земли, существование Галицкой (1303—1391 с перерывами) и Литовской (около 1317—1419 с перерывами) митрополий. В 1299 году резиденция митрополита была перенесена из Киева во Владимир, а с 1325 года — в Москву. Окончательное разделение митрополии на Московскую и Киевскую произошло только в XV веке[23].
- Единая историческая память. Отсчёт истории во всех русских летописях всегда начинался с Начальной летописи Киевского цикла и деятельности первых киевских князей.
- Осознание этнической общности. Вопрос о существовании единой древнерусской народности в эпоху формирования Киевской Руси является дискуссионным. Однако складывание таковой к периоду раздробленности серьёзных сомнений не вызывает. Племенная идентификация у восточных славян уступила место территориальной. Жители всех княжеств называли себя русскими (в ед. числе русин), а свой язык русским[24]. Ярким воплощением идеи «большой Руси» от Северного Ледовитого океана до Карпат являются «Слово о погибели Русской земли», написанное в первые годы после нашествия, и «Список русских городов дальних и ближних» (конец XIV века).

## Последствия распада
Являясь закономерным явлением, раздробленность на первых порах способствовала динамичному экономическому развитию русских земель: росту городов, расцвету культуры. Общая территория Руси увеличивалась, благодаря интенсивной колонизации. С другой стороны, раздробленность привела к снижению оборонного потенциала, что совпало по времени с неблагоприятной внешнеполитической ситуацией. К началу XIII века помимо половецкой опасности (которая снижалась, так как после 1185 года половцы не предпринимали вторжений на Русь вне рамок русских междоусобиц) Русь столкнулась с агрессией с двух других направлений. Появились враги на северо-западе: католические немецкие ордена и литовские племена, вступившие на стадию разложения родоплеменного строя, угрожали Полоцку, Пскову, Новгороду и Смоленску. Во внутренние дела Галича иногда вмешивалась Венгрия. В 1237—1240 годах произошло монголо-татарское нашествие с юго-востока, после которого русские земли попали под власть Золотой Орды.

## Тенденции к объединению
В начале XIII века общее количество княжеств (с учётом удельных) достигло 50. В то же время вызревало несколько потенциальных центров объединения. Наиболее могущественными русскими княжествами на северо-востоке являлись Владимиро-Суздальское и Смоленское. К началу XIII века номинальное главенство владимирского великого князя Всеволода Юрьевича Большое Гнездо признавалось всеми русскими землями, кроме Чернигова и Полоцка, и он выступал арбитром в споре южных князей за Киев. В первой трети XIII века лидирующие позиции занимал дом смоленских Ростиславичей, которые в отличие от других князей не дробили своё княжество на уделы, а стремились занимать столы за его пределами. С приходом в Галич представителя Мономаховичей Романа Мстиславича на юго-западе самым могущественным княжеством стало Галицко-Волынское. В последнем случае формировался полиэтнический центр, открытый для контактов с Центральной Европой.
Однако, естественный ход централизации оказался перечёркнут монгольским нашествием. Во второй половине XIII века связи между русскими землями, начиная от политических контактов и заканчивая упоминанием друг друга в летописании, достигли минимума. Большинство ранее существовавших княжеств подверглось сильному территориальному дроблению. Дальнейшее собирание русских земель проходило в тяжёлых внешнеполитических условиях и диктовалось в первую очередь политическими предпосылками. Княжества северо-восточной Руси в течение XIV—XV веков объединялись вокруг Москвы. Южные и западные русские земли стали составной частью Великого княжества Литовского.